# Ganache
Ganache é uma mistura cremosa de chocolate e creme de leite ou manteiga, geralmente utilizada como cobertura ou recheio de bolos, cupcakes e outros itens de confeitaria.

## Etimologia
O termo francês ganache é  um empréstimo ao italiano ganascia, que designa o 'maxilar inferior dos equídeos' (em português e espanhol: 'ganacha'). Mais tarde, o termo também passou a significar, na linguagem popular, 'pessoa pouco inteligente e incapaz', 'estúpida'.

## História
Em 1860, o dramaturgo Paul Siraudin abriu uma confeitaria no número 17 da rue de la Paix, em Paris, que foi comprada, pouco depois, por Louis Reinhard, um confeiteiro alsaciano . Segundo fontes muito posteriores,  o nome ganache teria surgido em razão de um erro de manuseio cometido por um dos aprendizes de chocolatier, que, depois de despejar por engano creme de leite fervente sobre o chocolate, foi chamado de "ganache" ('estúpido') por seu mestre. A tal mistura, longe de ser inutilizável, também acabaria por ser chamada ganache, assim como seu inventor acidental. Esse suposto evento, no entanto, não é datado com precisão nem atestado por fontes contemporâneas.
Mas há outras histórias em torno da criação da ganache. Em dezembro de 1862, a empresa Siraudin passou a comercializar os bombons chamados ganaches de marrons parfumés (ganaches de castanhas aromatizadas)  ou simplesmente "ganaches", que eram basicamente marrons glacés com aromas de marasquino, laranja, rum e kirsch. Mas, nesse caso, a denominação ganache fazia referência a Victorien Sardou e a sua comédia Les Ganaches, encenada no final de 1862. Os doces foram um grande sucesso. 
Em janeiro de 1863, no Théâtre du Vaudeville, em Paris, foi apresentada uma peça de Paul Siraudin intitulada Les Bonbons ganaches, ou les Étrennes de 1863   
Em 1865, há menção a bombons ganaches, feitos com creme de leite e café.

## Preparação e usos
Tradicionalmente, a ganache é feita com creme de leite aquecido, ao qual se adiciona chocolate meio-amargo picado e derretido. A mistura é mexida até que ganhe textura suave, podendo ser adicionados também licores ou essências. A depender do tipo de chocolate utilizado e da temperatura em que a ganache será servida, a proporção entre chocolate e creme pode variar, de modo a ser obtida a consistência desejada.
A receita original, em geral usada como recheio de bolos ou como base para  trufas, consiste de duas partes de chocolate para cada parte de creme de leite, enquanto que, para coberturas, a proporção é de um para um. A ganache, quando resfriada, pode ser batida para ganhar volume e assim ser mais adequada à cobertura de bolos. Entretanto, se muito gelada, pode endurecer demais e se tornar inutilizável para este fim.